# 太陽の子どもたち
太陽の子どもたち（たいようのこどもたち）は、1992年4月 - 5月、NHKの「みんなのうた」で放送された。

## 概要
作詞：あまだしん、作曲：小野リサ、編曲：エリオ セールソ スアレス
太陽の光のもとで花や魚などの様々な生き物や、世界中の子供たちが生きているということを題材にした楽曲。
本曲は、日本人ボサノヴァ歌手の小野リサと、東京少年少女合唱隊に所属していた松原典子によって歌われており、楽曲全体がボサノヴァ調であり、1番は小野のみ、2 - 3番は小野と松原の2人で歌唱している。
みんなのうたでの映像は実写映像の中に高谷まちこの製作したイラストを置いたものになっている。
再放送は初回放送から1年後の1993年8月 - 9月に再放送され、その後もテレビ・ラジオともに度々再放送されている。

## 再放送
▲マークはラジオのみ。
- 1993年8月 - 9月
- 1998年4月 - 5月▲
- 1999年4月 - 5月
- 2001年4月 - 5月▲
- 2007年8月 - 9月▲
- 2011年8月 - 9月▲
- 2017年4月 - 5月
- 2021年12月[1]

## 収録作品
CD
- SERENATA CARIOCA / セレナータ・カリオカ（1992年6月21日発売）　小野リサの4枚目のオリジナルアルバム
- Selecao / セレソン（1998年6月24日発売）　小野リサの3枚目のベストアルバム
- NHK みんなのうた 50 アニバーサリー・ベスト ～大きな古時計～（2011年4月27日発売）

DVD
- みんなのうた ベストヒット・コレクション（2005年3月30日発売）

カバー
- HOME（2012年6月6日発売）井上侑によるみんなのうたの楽曲のカバーアルバム
- 近藤千加枝 、江籠沙織（キングレコード盤カバー音源　2012年発売「NHKみんなのうた ベスト」に収録された）
- タンポポ児童合唱団（キングレコード盤カバー音源　2006年発売「NHKみんなのうた　ベスト」に収録された）